# Horoměřice
Horoměřice település Csehországban, Nyugat-prágai járásban. Horoměřice Prága, Statenice, Tuchoměřice és Únětice településekkel határos. Lakosainak száma 5405 fő (2024. január 1.).

## Népesség
A település lakosságának változását az alábbi diagram mutatja:
| Lakosok száma | 871  | 1221 | 1269 | 1530 | 1698 | 2042 | 4015 | 4285 | 4511 | 5405 |
|               | 1869 | 1890 | 1921 | 1950 | 1980 | 2001 | 2017 | 2019 | 2022 | 2024 |